# 櫻井勝次
櫻井 勝次（さくらい かつつぐ、生年不明 - 天正9年6月29日（1581年7月29日））は、戦国時代の武将。通称庄之助 。
本多忠勝の家臣。

## 略歴
櫻井勝光（又右衛門）の子。三河国宇津山出身で、後に岡崎に召されて徳川家康に仕えた。その後は遠江国浜松に住み、本多忠勝に仕え元亀元年（1570年）姉川の戦いにおいて忠勝の元で戦った。
また、元亀3年の一言坂の戦いでは矢を放ち、敵の猛攻を防いだという 。この功を賞され家康から遠江国山名郡の采地と関の孫作の刀を賜った 。
三方ヶ原の戦いや長篠の戦いにも従軍した 。
天正9年（1581年）6月29日、浜松において死去。法名浄本。子に櫻井勝成 。